# Krisztián Fekete
Krisztián Fekete (ur. 20 kwietnia 1974 w Szekszárdzie) – węgierski kierowca wyścigowy, trzykrotny wyścigowy mistrz Węgier.

## Życiorys
W 1999 roku ścigał się Trabantem w autocrossowym Pucharze Dunaju. Rok później zdobył w tych mistrzostwach trzecie miejsce. W roku 2001 jeździł Toyotą Celiką w autocrossie i rajdach (wtedy jego pilotem był Csaba Csikós). W 18 zawodach trzykrotnie stawał na podium.
W sezonie 2003 zaczął się ścigać wyścigowymi samochodami jednomiejscowymi. Jego pierwszym takim samochodem był MTX-Honda. W 2003 roku w Mistrzostwach Węgier Fekete był ósmy w klasyfikacji generalnej i trzeci w klasie E1600. Rok później z powodu opóźnień przy budowie samochodu używał starego Reynarda-Opel Lotus, którym zajął szóste miejsce. W 2005 roku ścigał się TOM’s-Toyota w barwach Szász Motorsport. Zajął wówczas piąte miejsce w klasyfikacji generalnej. Rok później był trzeci w kategorii II samochodem Coloni-Nissan. W 2007 roku tym samym pojazdem był trzeci w kategorii II w klasie 1600–2000 cm³. W roku 2010 zajął w tej klasie czwarte miejsce, ścigając się Tatuusem-Honda w barwach Pi-Do Racing Team.
W roku 2011 zdobył swój pierwszy tytuł mistrza Węgier w klasie 1600–2000, zwyciężając dziewięć z dziesięciu rozegranych wyścigów, co dało mu 98 punktów – 48 więcej aniżeli drugi Róbert Mendre. Osiągnięcie to Fekete powtórzył w 2012 roku, wygrywając osiem zawodów dla zespołu Feke-Team. W roku 2013 zdobył trzecie miejsce w klasyfikacji końcowej, przegrywając z Christopherem Höherem i Balázsem Pődörem. W sezonie 2014 zdobył trzeci tytuł, ścigając się wówczas Tatuusem dla School Team Hungary.